# Maurice Gillis
Maurice Auguste Marie Gillis (ur. 5 listopada 1897 w Liège, zm. 22 marca 1980 tamże) – belgijski piłkarz grający na pozycji napastnika. Był reprezentantem Belgii.

## Kariera klubowa
Całą swoją karierę piłkarską Gillis spędził w klubie Standard Liège, w którym w 1919 roku zadebiutował i grał w nim do 1935 roku. W sezonach 1925/1926 i 1927/1928 wywalczył z nim dwa wicemistrzostwa Belgii.
| Sezon   | Klub           | Kraj   | Rozgrywki          | Mecze | Gole |
| ------- | -------------- | ------ | ------------------ | ----- | ---- |
| 1919/20 | Standard Liège | Belgia | Promotion          | 14    | 11   |
| 1920/21 | Standard Liège | Belgia | Promotion          | 16    | 12   |
| 1921/22 | Standard Liège | Belgia | Division d'Honneur | 24    | 10   |
| 1922/23 | Standard Liège | Belgia | Division d'Honneur | 23    | 16   |
| 1923/24 | Standard Liège | Belgia | Division d'Honneur | 24    | 11   |
| 1924/25 | Standard Liège | Belgia | Division d'Honneur | 16    | 7    |
| 1925/26 | Standard Liège | Belgia | Division d'Honneur | 19    | 13   |
| 1926/27 | Standard Liège | Belgia | Division d'Honneur | 24    | 22   |
| 1927/28 | Standard Liège | Belgia | Division d'Honneur | 18    | 10   |
| 1928/29 | Standard Liège | Belgia | Division d'Honneur | 22    | 2    |
| 1929/30 | Standard Liège | Belgia | Division d'Honneur | 6     | 1    |
| 1930/31 | Standard Liège | Belgia | Division d'Honneur | 0     | 0    |
| 1931/32 | Standard Liège | Belgia | Division d'Honneur | 14    | 1    |
| 1932/33 | Standard Liège | Belgia | Division d'Honneur | 17    | 5    |
| 1933/34 | Standard Liège | Belgia | Division d'Honneur | 22    | 3    |
| 1934/35 | Standard Liège | Belgia | Division d'Honneur | 10    | 1    |

## Kariera reprezentacyjna
W reprezentacji Belgii Gillis zadebiutował 7 maja 1922 roku w wygranym 3:2 towarzyskim meczu z Holandią, rozegranym w Amsterdamie. W 1924 roku był w kadrze Belgii na Igrzyska Olimpijskie w Paryżu. Od 1922 do 1928 roku rozegrał 23 mecze i strzelił 8 goli w kadrze narodowej.